# Pteroptrix dubia
Pteroptrix dubia är en stekelart som först beskrevs av Girault 1917.  Pteroptrix dubia ingår i släktet Pteroptrix och familjen växtlussteklar. Inga underarter finns listade i Catalogue of Life.